# Base navale di Tartus
La base navale di Tartus è un'installazione della marina militare russa situata nel porto della città di Tartus, in Siria. La base è classificata ufficialmente come un centro di supporto logistico. Tartus è l'unica installazione marittima russa nel Mediterraneo e permette alle navi da guerra russe di non dover rientrare nelle basi sul Mar Nero per la manutenzione.

## Storia
La base di Tartus risale all'epoca dell'Unione Sovietica, essendo stata costruita nel 1971 dopo un accordo tra l'URSS e la Siria Ba'athista e, fino alla guerra civile siriana, è stata gestita da personale navale russo.
L'installazione possiede due moli galleggianti lunghi 100 metri e può ospitare fino a quattro navi di medie dimensioni. Non è invece in grado di accogliere le navi più grandi della marina russa, tra cui le fregate Neustrašimyj, i cacciatorpediniere Sovremennyj e la portaerei Admiral Kuznecov.
Nel gennaio 2017 Russia e Siria hanno perfezionato un accordo per estendere il controllo russo sulla base per altri 49 anni e dare alla Russia sovranità sul territorio della base. Questo permetterà alla Russia di espandere le potenzialità dell'installazione per poter ospitare fino a 11 navi da guerra, incluse quelle a propulsione nucleare.
In seguito alla fine del regime di Bashar al-Assad e alla sua fuga in Russia avvenuta nel dicembre 2024, l'autorità sulla base è passata al Governo di transizione siriano, il quale ha deciso di rescindere i contratti con la Federazione Russa. In conseguenza di ciò, nel gennaio 2025 la marina militare russa ha cominciato l'evacuazione delle attrezzature militari dalla base.